# وینی کلاتی
وینی کِلاتی فِرِزقی (زادهٔ ۱ دسامبر ۱۹۹۶) دوندهٔ نیمه‌استقامت و استقامت آمریکایی است. زادهٔ اریتره، در ژوئیهٔ ۲۰۱۴ در ایالات متحده درخواست پناهندگی کرد و متعاقباً با حضور در دبیرستان هریتیج در لیسبورگ، ویرجینیا، چندین پیروزی در مسابقات ایالتی و ملی به دست آورد.کلاتی در حالی که برای دانشگاه نیومکزیکو رقابت می‌کرد، قهرمان مسابقات دوی صحرانوری دسته اول اتحادیهٔ ملی ورزش دانشگاهی (NCAA) ۲۰۱۹ شد.
در ژوئن ۲۰۲۱، او شهروند ایالات متحده شد و شروع به رقابت برای ایالات متحده کرد. او با ثبت زمان ۱:۰۶٫۲۵ در ژانویه ۲۰۲۴ رکورددار آمریکا در نیمه ماراتن است. کلاتی همچنین در مسابقات المپیک ۲۰۲۴ در دوی ۱۰۰۰۰ متر عنوان ملّی را به دست آورد و به بازی‌های المپیک تابستانی ۲۰۲۴ پاریس راه یافت. او به صورت حرفه‌ای برای آندر آرمور با گروه دارک اسکای دیستنس می‌دود.

## سال‌های اولیه و پناهندگی در ایالات متحده
کلاتی از تسادا کریستین، مرکز ناحیهٔ بریخ، در ۵ مایلی غرب اسمره، در منطقهٔ مرکزی اریتره است. زمانی که یک معلم تربیت بدنی در مدرسه اش او را تشویق کرد که ورزش دو و میدانی را شروع کند، دویدن رقابتی را شروع کرد. در ژوئیه ۲۰۱۴، در سن ۱۷ سالگی، او به یوجین، اورگان سفر کرد تا در مسابقات قهرمانی نوجوانان جهان در سال ۲۰۱۴ در دوی ۳۰۰۰ متر شرکت کند. پس از مسابقه، کلاتی عمداً پرواز بازگشت خود به اریتره را از دست داد و به جای آن تصمیم گرفت در ایالات متحده پناهندگی بگیرد. او این نقشه را برای خانواده‌اش در اریتره فاش نکرد.
یکی از بستگانش در لیسبورگ، ویرجینیا، سرپرست قانونی کلاتی شد و او به دبیرستان هریتیج پیوست، جایی که شروع به رقابت در دوی صحرانوردی و زمین مسابقه کرد.در ابتدا، او برای سازگاری با محیط جدید خود با چالش‌هایی مواجه شد، از جمله موانع زبانی، چون انگلیسی صحبت نمی‌کرد و شوک فرهنگی به او وارد شد. با این حال، در عرض یک سال، او موفق شد عملکردش از مهارت انگلیسی را توسعه دهد.

## حرفه دوندگی

### دبیرستان
کلاتی در سال ۲۰۱۴ شروع به دویدن برای تیم دبیرستان هریتیج به عنوان دانش‌آموز کرد. در اولین فصل خود، او در مسابقات صحرانوردی ایالت ویرجینیا دوم و در مسابقات قهرمانی فوت لاکر صحرانوردی بیستم شد. در سال ۲۰۱۵، به عنوان دانش‌آموز ارشد در هر دو مسابقات صحرانوردی ایالت ویرجینیاو مسابقات قهرمانی فوت لاکر صحرانوردی اول شد.
در زمین مسابقه، کلاتی در مسابقات دو و میدانی قهرمانی ویرجینیا در فضای باز ۲۰۱۶ در ۳۲۰۰ متر مقام اول را کسب کرد.او همچنین در چندین مسابقه ملّی به مقام اول دست یافت. این پیروزی‌ها شامل رکورد ملی دختران دبیرستانی برای ۵۰۰۰ متر داخل سالن با زمان ۱۶:۰۸٫۸۳ در مسابقهٔ نیوبالنس نشنالز در مارس ۲۰۱۶ بود.در نوامبر ۲۰۱۶، او متعهد شد که برای دانشگاه نیومکزیکو بدود.

### کالج
کلاتی زمانی که در دانشگاه نیومکزیکو بود، چندین رکورد در بازی‌های آل آمریکن را در دوی صحرانوردی ثبت کرد. در مسابقات قهرمانی صحرانوردی ان.اس.ای. ای بخش یکم در سال ۲۰۱۷ و ۲۰۱۸، او به ترتیب هفتم و دوم شد.او سپس در سال ۲۰۱۹ با زمان ۱۹:۴۷٫۵ برنده شد، که ۹٫۶ ثانیه از نفر دوم، آلیشیا مونسون جلوتر بود، که بیشترین اختلاف از سال ۲۰۰۷ را به خود اختصاص داد.بُرد او به تیمش، نیومکزیکو لوبوس، کمک کرد تا مقام چهارم را به دست آورد. او متعاقباً به عنوان دریافت‌کنندهٔ جایزهٔ ورزشی هوندا برای دوی صحرانوردی انتخاب شد.در زمین مسابقه، او در دوی ۱۰۰۰۰ متر مسابقات دو و میدانی در فضای باز ان.سی.ای. ای بخش یکم در سال ۲۰۱۹، عنوان ملی را به دست آورد و در زمان ۳۳:۱۰٫۸۴ به پایان رسید.

### حرفه‌ای

#### ۲۰۲۰–۲۰۲۱
کلاتی تصمیم خود را برای حرفه‌ای شدن در دسامبر ۲۰۲۰ اعلام کرد و از واجد شرایط بودن خود در ان.سی.ای. ای در دانشگاه نیومکزیکو صرف نظر کرد. در ۲۳ ژوئن ۲۰۲۱، کلاتی تابعیت ایالات متحده را دریافت کرد و وفاداری ملی ورزشی خود را از اریتره به ایالات متحده تغییر داد. او در مسابقات ۱۰۰۰۰ متری آزمایشی المپیک ۲۰۲۰ ایالات متحده شرکت کرد که به دلیل همه‌گیری کووید-۱۹ به سال ۲۰۲۱ موکول شد. کلاتی مسابقه را تمام نکرد و پس از ۷۰۰۰ متر از مسابقات کنار رفت. در مسابقهٔ بعدی خود، کلاتی با ثبت زمان ۳۱:۱۸، سریعترین پایان را توسط یک آمریکایی در یک رویداد ویژهٔ زنان در دوی ۱۰ کیلومتر بوستون به دست آورد. در نوامبر، او در مسابقات جاده‌ای یو.اس.ای.تی. اف ۵ کیلومتر با رکورد ۱۵:۱۸ برنده شد.

### ۲۰۲۲
کلاتی در ژانویه در مسابقات قهرمانی دوی صحرانوردی ایالات متحده در سال ۲۰۲۲ در سن دیگو، کالیفرنیا شرکت کرد و در آنجا مقام دوم را کسب کرد. ماه بعد، در مسابقات دو و میدانی قهرمانی داخل سالن ایالات متحده در سال ۲۰۲۲، او در مادهٔ ۳۰۰۰ متر با زمان ۸:۴۷٫۸ سوم شد. در مسابقات دوومیدانی قهرمانی آزاد آمریکا در سال ۲۰۲۲ که در ماه ژوئیه برگزار شد، او در مادهٔ ۵۰۰۰ متر چهارم شد. در ماه نوامبر، کلاتی برای دومین سال متوالی برندهٔ مسابقات قهرمانی یو.اس.ای.تی. اف ۵ کیلومتر شد، در حالی که رکورد دوره‌ای را که در سال ۲۰۲۱ به ثبت رساند، دو ثانیه کاهش داد. در همان ماه، کلاتی از عنوان خود در مسابقهٔ جادهٔ منچستر دفاع کرد و در این روند، رکوردی را به نام خود ثبت کرد.

### ۲۰۲۳
در ژانویه، کلاتی در مسابقات قهرمانی دوی صحرانوردی ایالات متحده در سال ۲۰۲۳ که در ریچموند، ویرجینیا برگزار شد، پنجم شد.این موفقیت به او یک مقام در تیم ملی آمریکا داد و به او اجازه داد تا در چهل و چهارمین مسابقات قهرمانی صحرانوردی دو و میدانی جهان شرکت کند. این رویداد در ۱۸ فوریه ۲۰۲۳ در بثرست استرالیا برگزار شد. کلاتی علی‌رغم مواجهه با چالش‌هایی، از جمله درد لگن و یک دور محاسبهٔ نادرست در طول مسابقه، توانست مسیر را کامل کند و در ردهٔ بیست و یکم به پایان رسید. او دومین آمریکایی بود که پس از هم‌تیمی سابق خود در دانشگاه نیومکزیکو، ادنا کورگات، که هجدهم شد، از خط پایان عبور کرد.
کلاتی در ماه ژوئیه در مسابقات دو و میدانی قهرمانی آزاد آمریکا در ۲۰۲۳ در ۵۰۰۰ متر و ۱۰۰۰۰ متر شرکت کرد و به ترتیب هشتم و چهارم شد. در سپتامبر، او مقام اول را در مسابقات قهرمانی ۱۰ کیلومتر یو.اس.ای.تی. اف به دست آورد. ماه بعد، او در مسابقات جهانی دو و میدانی جاده‌ای ۲۰۲۳ در ریگا، لتونی، در ۵ کیلومتر پنجم شد.در ماه نوامبر، کلاتی در مسابقات قهرمانی یو.اس.ای.تی. اف ۵ کیلومتر شرکت کرد و در حالی که به عنوان دو بار مدافع عنوان قهرمانی وارد مسابقه شده بود، در مقام پنجم به پایان رسید.

### ۲۰۲۴
کلاتی در ۱۴ ژانویه با ۱:۰۶:۲۵ دقیقه در نیمه ماراتن هیوستون چهارم شد و رکورد آمریکا را در این ماده و میانگین ۵:۰۴ دقیقه در هر مایل را به نام خود ثبت کرد.در مسیر پایان، او همچنین رکورد آمریکای شمالی را برای ۲۰ کیلومتر (۶۳:۰۵) به ثبت رساند. شش روز پس از ثبت یک رکورد آمریکایی برای نیمه ماراتن در هیوستون، کلاتی به یک پیروزی دیگر در مسابقات قهرمانی دوی صحرانوردی باشگاهی یو.اس.ای.تی. اف دست یافت که در پارک گرین پول در ریچموند، ویرجینیا برگزار شد. او ۳۲:۵۸٫۶ دوید تا در مسابقهٔ ۱۰ کیلومتر، اول شود. در ماه مارس، او نمایندهٔ ایالات متحده در مسابقات جهانی دو و میدانی صحرانوردی ۲۰۲۴ در بلگراد، صربستان بود که در آن به عنوان برترین آمریکایی در ردهٔ پانزدهم قرار گرفت.
در مسابقات آزمایشی المپیک ۲۰۲۴، کلاتی در دوی ۱۰۰۰۰ متر عنوان ملّی را به دست آورد و به او اجازه داده شد تا در بازی‌های المپیک تابستانی ۲۰۲۴ پاریس، نمایندهٔ ایالات متحده باشد.

## زندگی شخصی
پس از دریافت پناهندگی در ایالات متحده در سال ۲۰۱۴، کلاتی به مدت هشت سال نتوانست مادرش را ببیند. تا زمانی که او شهروند ایالات متحده شد، وضعیتی که به او آزادی سفر بین‌المللی را داد، او توانست با مادرش در اوگاندا تجدید دیدار کند.
فیلم مورد علاقهٔ او مک‌فارلند، آمریکا است که داستان یک تیم عمدتاً لاتین‌تبار در مک‌فارلند، کالیفرنیا را روایت می‌کند. یوسین بولت دونده، ورزشکار مورد علاقهٔ اوست.